# María Luisa Pacheco
María Luisa Pacheco (La Paz, 1919 — New York, 1982) est une peintre et artiste de technique mixte bolivienne et américaine.
Après une formation en Bolivie puis en Espagne, où elle est en contact avec l'avant-garde locale — Daniel Vázquez Díaz, Antoni Tàpies et les cubistes — qui aura une grande influence sur elle, Pacheco devient une figure de proue de l'art contemporain bolivien avec son groupe des « Ocho contemporáneos ».
Elle part à New York dans les années 1950 et y fait toute sa carrière. Son œuvre est d'abord figuratif et fortement empreint d'indigénisme, puis penche vers l'abstraction et vers l'expressionnisme abstrait. La maturité de son œuvre a lieu dans les années 1970, où elle revient à des représentations plus figuratives, tout en synthétisant ses techniques mixtes et d'aplats pour parvenir à une remarquable combinaison d'abstraction et de figuration.
Malgré une carrière de 20 ans passée à New York, elle a une grande influence sur l'art latino-américain. Elle est en effet devenue la plus importante représentante de l'expressionnisme abstrait de Bolivie et est considérée comme une pionnière de l'art contemporain dans son pays.

## Biographie

### Jeunesse et formation en Bolivie et en Espagne
María Luisa Mariaca Dietrich naît à La Paz, en Bolivie, le 22 septembre 1919. Elle est la fille de l'architecte bolivien Julio Mariaca Pando (es), dont l'atelier d'architecture l'inspire pour dessiner dès son plus jeune âge.
Elle étudie à partir de 1934 à l'Académie nationale des beaux-arts Hernando Siles (es), où elle devient l'élève de Cecilio Guzmán de Rojas (es) et de Jorge de la Reza,, et est sensibilisée à l'indigéniste et dont elle deviendra membre de la faculté et enseignante. Maria Luisa Pacheco est initiée aux outils d'expression artistique dans l'atelier d'architecture de son père.
En 1939, elle se marie avec Victor Pacheco Iturrizaga, avec qui elle a une fille l'année suivante et un fils en 1943. Ils divorcent en 1956 mais elle conserve le patronyme de son époux pour s'identifier dans le monde de l'art, sa carrière ayant déjà commencé,.
À la fin des années 1940 et jusqu'en 1951, elle travaille au journal La Razón (es) en tant que portraitiste et illustratrice, puis rédactrice de la section artistique et littéraire,,. En 1951, María Luisa Pacheco décide que son médium de prédilection et la peinture et tient sa première exposition individuelle au Salón Municipal de La Paz la même année,.
Une bourse du gouvernement espagnol permet à Pacheco de poursuivre ses études en 1951 et 1952 en tant qu'étudiante diplômée et professeur de peinture à l'Académie royale des Beaux-Arts de San Fernando à Madrid, en Espagne,. Pacheco y étudie sous la tutelle du peintre cubiste Daniel Vázquez Díaz, spécialiste du portrait et du paysage, mais avec qui elle étudie la peinture murale et explore des techniques permettant d'obtenir des effets tridimensionnels sur une surface bidimensionnelle, divisant souvent sa surface en un certain nombre de plans. En Espagne, elle est en contact avec Antoni Tàpies et d'autres artistes de l'avant-garde espagnole, notamment les cubistes ; ils l'influencent notablement et elle adopte un style abstrait,,.
En 1952, elle retourne en Bolivie pour enseigner à l'Académie de La Paz, et cofonde le groupe des « Ocho contemporáneos » (Huit Contemporains) ou « Generación del 52 » (Génération de 52, en référence à la Révolution bolivienne de 1952, qui a intégré l'indigénisme dans l'hégémonique débat sociopolitique bolivien), qui comprend les artistes Mario Campuzano, Jorge Carrasco Núñez del Prado et María Esther Ballivián (es) et cherche à moderniser la scène artistique locale,,,,,. Ils seront les figures de proue de l'art bolivien des années 1950.
Sa carrière commence à décoller après avoir remporté le premier prix en peinture du Salón Pedro Domingo Murillo de La Paz pour son œuvre Siembra (La Paz, 1953) et le prix d’honneur à la IIe Biennale hispano-américaine d’art à La Havane en 1954.

### Carrière à New York depuis 1956
En 1956, et pendant trois années consécutives, elle reçoit une bourse Guggenheim de la fondation John-Simon-Guggenheim de New York, ce qui l'amène à s'installer à New York, quittant le confort de sa vie bourgeoise en Bolivie,,. Ces bourses lui permettent de maintenir un atelier et de se consacrer pleinement à son art, tandis que la première bourse coïncide avec une invitation à exposer au musée de l'Organisation des États américains (OEA) à Washington DC en 1957,, qui acquiert un tableau de l'artiste pour sa collection permanente.
En 1961, elle épouse Fred Bernard à New York. Ils n'ont pas d'enfants et divorcent en 1975. Elle acquiert la citoyenneté américaine en 1956 ou en 1972.
María Luisa Pacheco développe sa carrière de peintre à New York jusqu'à la fin de sa vie. Elle commence à travailler pour la prestigieuse galerie Lee Ault and Company et c'est son exposition qui conduit à l'ouverture de la galerie Ault en mai 1971,,.
Elle expose beaucoup aux États-Unis et dans toute l'Amérique du Sud, notamment aux biennales de São Paulo et La Havane,. À New York, Pacheco travaille également comme illustratrice pour le magazine Life et comme designer textile en 1959-1960,,.
María Luisa Pacheco meurt à New York le 21 avril 1982 d'une tumeur cérébrale.

## Œuvre
María Luisa Pacheco commence son travail artistique à la fin des années 1930, à la Paz. Elle suit d'abord son enseignement académique, en peignant des sujets réalistes figuratifs (des paysages et des figures humaines) et en adoptant une approche indigéniste — un mouvement artistique qui cherche à revaloriser les cultures indigènes et à condamner les injustices à l'encontre des groupes autochtones —, qu'elle conservera pendant toute la première partie de sa carrière,. À la fin des années 1960, elle élargit ce concept : ses œuvres sont transformées en formes imaginaires qui peuvent être identifiées à des structures architecturales modernes, tant à New York que dans le paysage andin, quoique libres de toute référence (Inca, 1964),.
Par la suite, elle penche vers l'abstraction, avec des éléments qui font référence aux paysages andins et en particulier boliviens, comme dans les tableaux Colinas, Tótems, Montañas ou Palliris,,. Pacheco s'inspire en effet de la culture quechua et aymara de Bolivie, de la vie des femmes rurales, ainsi que des glaciers et des sommets de la cordillère des Andes. Elle synthétise et renouvelle la figure de la paysanne avec des formes cubistes, démontrant ainsi l'enseignement qu'elle avait reçu de ses premiers maîtres : Daniel Vázquez Díaz en premier lieu, et Pablo Picasso, Georges Braque et Juan Gris, qu'elle a rencontrés,.
Elle privilégie le bois, le sable, l'acrylique, l'huile et le collage, juxtapose les aplats de papier, de tissu et de toile, le tout suivant une « grille géométrique sous-jacente », comme l’illustre Ritual (1967),.
Les spécialistes ont identifié deux phases distinctes dans ses premières œuvres : un abstractionnisme précoce lors de sa première visite en Europe au début des années 1950, et un style plus tardif (pendant ses années new-yorkaises) fortement influencé par l'expressionnisme abstrait. Pacheco est alors considérée comme un membre important de la génération d'avant-garde (avec le Guatémaltèque Rodolfo Abularach, le Chilien Mario Toral (es), le Colombien Omar Rayo et l'Uruguayen Julio Alpuy (es)) qui a introduit le langage abstrait dans l'art latino-américain. Elle fait partie d'un groupe d'artistes connu sous le nom de « Génération de 52 », du nom de l'année de la Révolution bolivienne de 1952, qui porte, sur le plan culturel, un socialisme indigéniste.
À son arrivée à New York, elle commence à peindre des images géographiques — à la fois new-yorkaises et andines — ce qui lui permet de devenir une penseuse et une distributrice de l'espace et de la forme, et fait de son œuvre quelque chose de particulier. Après avoir obtenu sa citoyenneté américaine, son langage devient totalement informel et abstrait, mettant l'accent sur l'expressionnisme.
Son travail à la fin des années 1950 se caractérise par une moindre utilisation de la couleur et une plus grande importance accordée à la texture de la peinture. Ses compositions ont en effet une couleur de plus en plus blanche, jouant avec les idées d'absence et de présence et sont fixées autour d'une forme centrale. Ses compositions texturées rappellent les processus de sculpture, tandis que l'intégration de différents matériaux sur la surface de la toile évoque la qualité tridimensionnelle des collages sur bois.
L'historien de l'art Leopoldo Castedo explique cette progression vers le blanc :

« Ceux qui connaissent l'air diaphane de l'altiplano comprendront mieux la lumière intérieure de María Luisa lorsqu'elle inverse le spectre solaire et nous offre sa blancheur immaculée. S'il y a mille ans, l'art de Tiwanaku atteignait la « pétrification » rêvée par Henry Moore, Maria Luisa, dans ses collages, ses bois, ses sables, ses pigments, ses surfaces ondulées, a inventé une nouvelle forme de « pétrification » avec laquelle elle interprète le drame physique et l'âme de sa patrie. »

La fin des années 1960 et le début des années 1970 ont vu une évolution vers ce que certains considèrent comme l'œuvre la plus mature de Pacheco, utilisant un style qui met encore plus en valeur la texture par rapport à la couleur, s'appuyant désormais non seulement sur la peinture, mais aussi sur d'autres matériaux comme le sable, le papier journal, le contreplaqué et le carton ondulé,,.
À la fin des années 1970 et jusqu'à sa mort, Pacheco revient quelque peu à des représentations plus figuratives de personnages ou du paysage bolivien, synthétisant ses aplats, et son travail de cette période est remarquable pour sa combinaison d'abstraction et de figuration,.
Malgré une carrière de 20 ans passée à New York, elle eut une très grande influence sur l'art latino-américain,, étant considérée comme la plus importante représentante de l'expressionnisme abstrait de Bolivie et comme une pionnière de l'art contemporain dans son pays,,,. Tout au long de sa carrière, son œuvre témoigne d'un intérêt constant pour le développement d'un langage universel qui puisse s'exprimer dans une peinture nationale.

## Expositions et conservation
María Luisa Pacheco a exposé dans plusieurs pays, principalement en Amérique du Nord et en Amérique du Sud. Les plus notables sont celles de l'Organisation des États américains à Washington DC en 1957, à l'Institut d'Art contemporain de Lima en 1961 et 1966, et surtout les rétrospectives au Musée national d'art de la Paz (es) en 1976 et au Museum of Modern Art of Latin America de Washington DC en 1986. Elle a participé quatre fois à la Biennale de São Paulo (1953, 1955, 1959 et 1961). Elle est aussi incluse dans les expositions collectives « The Emergent Decade: Latin American Painters and Paintings in the 1960s » au Musée Solomon R. Guggenheim en 1965 de New York et « Art in Latin America since Independence » à la Yale University Art Gallery de New Haven l'année suivante, toutes deux itinérantes par la suite.
Ses œuvres sont conservées par plusieurs musées, parmi lesquels le Musée d'Art de Dallas et le Musée d'Art Blanton de l'université du Texas à Austin.

## Prix et reconnaissance
En 1999, Pacheco est honorée à titre posthume pour « son rôle de pionnière et de promotrice du changement, et sa contribution au développement de l'art contemporain bolivien » dans une exposition rétrospective lors de l'ouverture du premier Salon international d'art (SIART 99) au Musée national d'art de La Paz.
Prix :
- Premier prix en peinture du Salón Pedro Domingo Murillo pour son œuvre Siembra (La Paz, 1953)[1],[3]
- Prix de peinture de la Biennale de La Havane (La Havane, 1954)[3]
- Prix de peinture de la Biennale de São Paulo (São Paulo, 1959)[1],[3]
- Prix de l'excellence en peinture de l'universidad Mayor de San Andrés (La Paz, 1970)[3]